# Чемпионат России по дзюдо 2009
Чемпионат России по дзюдо 2009 года — 18-й чемпионат России по дзюдо, который проходил в Нальчике с 22 по 25 октября.

## Медалисты

### Мужчины
| Категория                   | Золото                                  | Серебро                            | Бронза                                                                |
| --------------------------- | --------------------------------------- | ---------------------------------- | --------------------------------------------------------------------- |
| Наилегчайший вес (до 60 кг) | Антон Хорошилов Москва                  | Беслан Мудранов Краснодарский край | Мурад Абдулаев Пермский край, Дагестан Джейхун Эйюбов Северная Осетия |
| Полулёгкий вес (до 66 кг)   | Максим Кузнецов Санкт-Петербург, Рязань | Роман Хлопов Санкт-Петербург       | Михаил Пуляев Рязань Камал Хан-Магомедов Дагестан                     |
| Лёгкий вес (до 73 кг)       | Расул Бокиев Москва                     | Константин Зарецкий Москва         | Улан Гуртуев Кабардино-Балкария Мурат Кодзоков Кабардино-Балкария     |
| Полусредний вес (до 81 кг)  | Мурат Шадов Кабардино-Балкария          | Арсен Пшмахов Карачаево-Черкесия   | Александр Григорьев Самара Александр Федосов Курск                    |
| Средний вес (до 90 кг)      | Мурат Гасиев Северная Осетия            | Дмитрий Герасименко Москва         | Камиль Магомедов Новосибирск Виктор Семёнов Санкт-Петербург           |
| Полутяжёлый вес (до 100 кг) | Асхаб Костоев Челябинская область       | Магомед Магомедов Дагестан         | Вячеслав Михайлин Москва Давид Битиев Северная Осетия                 |
| Тяжёлый вес (свыше 100 кг)  | Сослан Джанаев Северная Осетия          | Сергей Прокин Московская область   | Олег Хорпяков Москва Алексей Гладков Санкт-Петербург                  |
| Абсолютный вес              | Аслан Камбиев Кабардино-Балкария        | Николай Барабанов Рязань           | Артур Хурсинов Кабардино-Балкария Олег Хорпяков Москва                |

### Женщины
| Категория                   | Золото                                     | Серебро                              | Бронза                                                                         |
| --------------------------- | ------------------------------------------ | ------------------------------------ | ------------------------------------------------------------------------------ |
| Наилегчайший вес (до 48 кг) | Людмила Богданова Санкт-Петербург          | Камила Магомедова Дагестан           | Гаянэ Арутюнян Москва Наталья Кондратьева Самара, Московская область           |
| Полулёгкий вес (до 52 кг)   | Наталья Кузютина Брянск                    | Анна Гребенникова Московская область | Анна Харитонова Москва Екатерина Буравцева Санкт-Петербург                     |
| Лёгкий вес (до 57 кг)       | Ирина Заблудина Московская область, Самара | Татьяна Ракшня Омск                  | Ольга Андреева Бурятия Юлия Рыжова Москва                                      |
| Полусредний вес (до 63 кг)  | Марта Лабазина Нижегородская область       | Вера Коваль Смоленск                 | Виктория Бетеева Северная Осетия Алина Пухова Челябинск                        |
| Средний вес (до 70 кг)      | Олеся Овсейчук Рязань                      | Наталья Бурова Москва                | Маргарита Гурциева Ростов-на-Дону Ирина Сордия Красноярск                      |
| Полутяжёлый вес (до 78 кг)  | Наталья Казанцева Омская область           | Анастасия Дмитриева Москва           | Анастасия Губадова Челябинская область Алёна Качоровская Волгоградская область |
| Тяжёлый вес (свыше 78 кг)   | Теа Донгузашвили Санкт-Петербург           | Елена Иващенко Омская область        | Наталья Соколова Красноярский край Полина Белоусова Краснодарский край         |
| Абсолютный вес              | Анаид Мхитарян ХМАО                        | Екатерина Шереметова Красноярск      | Анна Балашова Пермский край Ксения Чибисова Свердловская область               |